# بحيرة تويا
بحيرة تويا، (بالإنجليزية: Lake Tōya)، وهي جزء من حديقة شيكوتسو-تويا الوطنية، وبالإضافة للبحيرة فإن منطقة توياكو في هوكايدو، تتميز أيضا بينابيعها الساخنة، وبراكينها النشطة، كجبل يسو والذي ثار آخر مرة في العام 2000 ,كما توفر المنطقة لزائريها فرصة لصيد السمك ،التنزة، والتخييم.

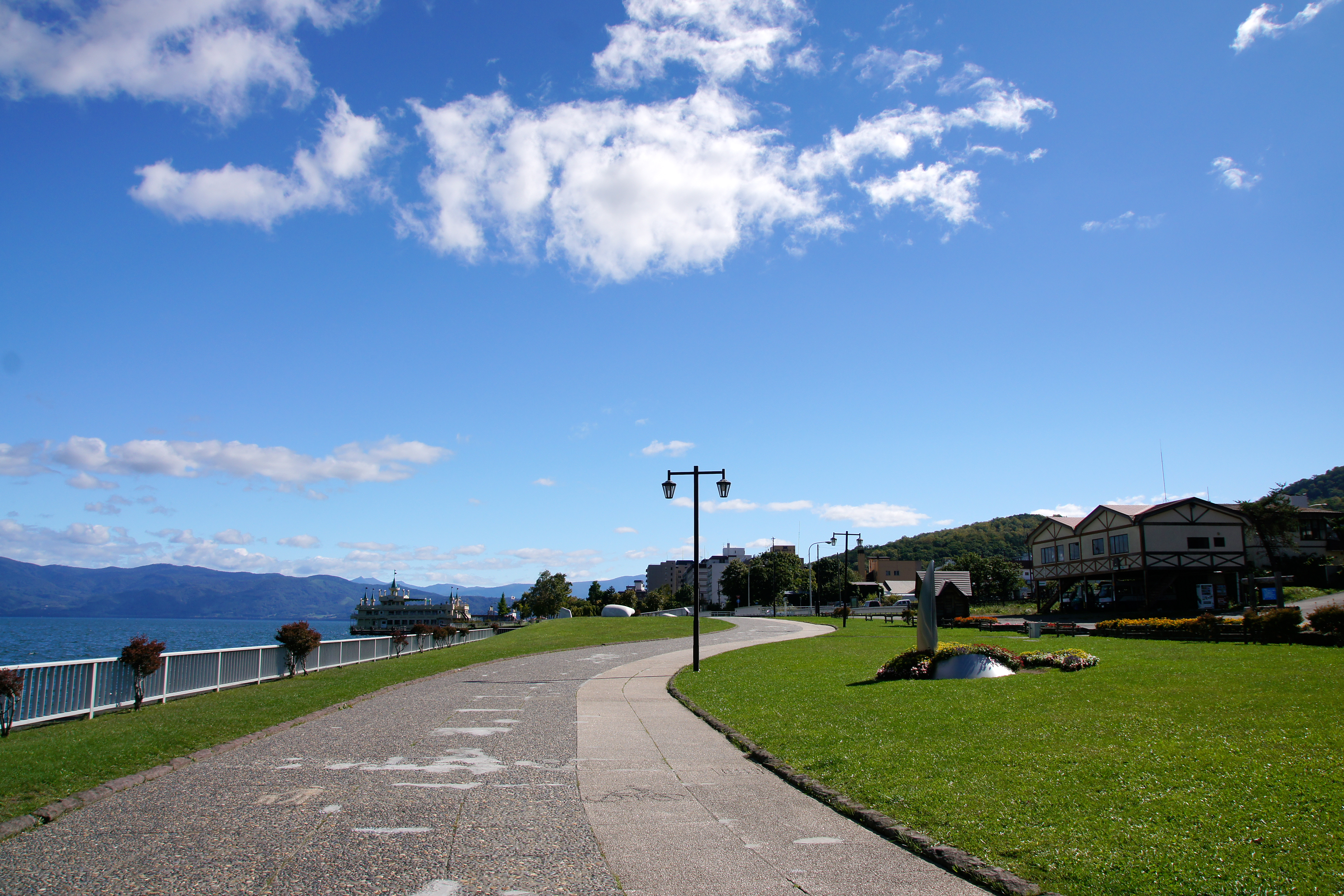
اطلالة على بحيرة تويا،اليابان

البحيرة الجذابة تم اختيارها كموقع لعقد قمة مجموعة الثمانية في الفترة ما بين 7-9 يوليو 2008 ,حيث أن زعماء الثماني بلدان الصناعية والديمقراطية في العالم اجتمعوا في فندق ويندسور (فندق ومنتجع تويا) لعقد قمتهم.